# قائمة الأمم المتحدة للأقاليم غير المحكومة ذاتيا

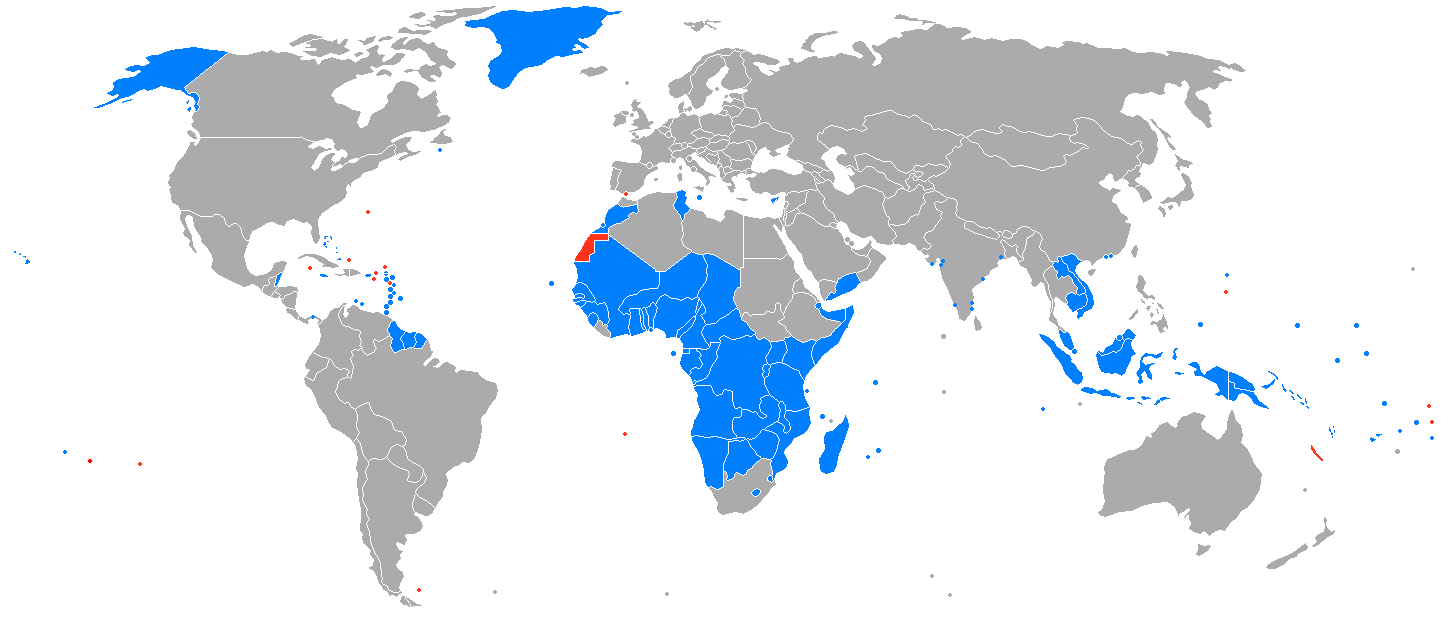

قائمة الأمم المتحدة للأقاليم غير المحكومة ذاتياً هي قائمة للأماكن التي تعتبرها الجمعية العامة للأمم المتحدة «غير متمتعة بالحكم الذاتي».

## القائمة
القائمة المناطق التالية:
| الاسم                                 | إدارة الدولة                                                        | الوضع القانوني المحلي                   | الادعائات                 | السكان       | المساحة                    |
| ------------------------------------- | ------------------------------------------------------------------- | --------------------------------------- | ------------------------- | ------------ | -------------------------- |
| ساموا الأمريكية                       | الولايات المتحدة                                                    | غير منظمه                               | لا يوجد                   | 55,519       | 200 كم2 (77 ميل2)          |
| أنغويلا                               | المملكة المتحدة                                                     | أقاليم ما وراء البحار البريطانية        | لا يوجد                   | 14,108       | 96 كم2 (37 ميل2)           |
| برمودا                                | المملكة المتحدة                                                     | أقاليم ما وراء البحار البريطانية        | لا يوجد                   | 62,000       | 57 كم2 (22 ميل2)           |
| جزر العذراء البريطانية                | المملكة المتحدة                                                     | أقاليم ما وراء البحار البريطانية        | لا يوجد                   | 28,103       | 153 كم2 (59 ميل2)          |
| جزر كايمان                            | المملكة المتحدة                                                     | أقاليم ما وراء البحار البريطانية        | لا يوجد                   | 55,500       | 264 كم2 (102 ميل2)         |
| جزر فوكلاند                           | المملكة المتحدة                                                     | أقاليم ما وراء البحار البريطانية        | الأرجنتين                 | 2,500        | 12,173 كم2 (4,700 ميل2)    |
| تاهيتي                                | فرنسا                                                               | ما وراء البحار                          | لا يوجد                   | 271,000      | 4,000 كم2 (1,544 ميل2)     |
| جبل طارق                              | المملكة المتحدة                                                     | أقاليم ما وراء البحار البريطانية        | إسبانيا                   | 29,752       | 6 كم2 (2 ميل2)             |
| غوام                                  | الولايات المتحدة                                                    | غير مدمجة                               | لا يوجد                   | 159,358      | 540 كم2 (208 ميل2)         |
| مونتسرات                              | المملكة المتحدة                                                     | أقاليم ما وراء البحار البريطانية        | لا يوجد                   | 5,000        | 103 كم2 (40 ميل2)          |
| كاليدونيا الجديدة                     | فرنسا                                                               | مقاطعات وأقاليم ما وراء البحار الفرنسية | لا يوجد                   | 252,000      | 18,575 كم2 (7,172 ميل2)    |
| جزر بيتكيرن                           | المملكة المتحدة                                                     | أقاليم ما وراء البحار البريطانية        | لا يوجد                   | 50           | 36 كم2 (14 ميل2)           |
| سانت هيلينا وأسينشين وتريستان دا كونا | المملكة المتحدة                                                     | أقاليم ما وراء البحار البريطانية        | لا يوجد                   | 5,396        | 310 كم2 (120 ميل2)         |
| توكيلاو                               | نيوزيلندا                                                           | Territory                               | لا يوجد                   | 1,411        | 12 كم2 (5 ميل2)            |
| جزر توركس وكايكوس                     | المملكة المتحدة                                                     | أقاليم ما وراء البحار البريطانية        | لا يوجد                   | 31,458       | 948 كم2 (366 ميل2)         |
| جزر العذراء الأمريكية                 | الولايات المتحدة                                                    | غير مدمجة                               | لا يوجد                   | 106,405      | 352 كم2 (136 ميل2)         |
| الصحراء الغربية                       | الأمم المتحدة · المغرب (حكم الأمر الواقع · جبهة البوليساريو (جزئيا) | متنازع عليها من قبل كلا الطرفين.        | المغرب · جبهة البوليساريو | 567000 نسمة. | 266,000 كم2 (102,703 ميل2) |

## معلومات
1. ↑  في 18 مايو 2013، صوتت الجمعية العامة للأمم المتحدة على إعادة بولينيزيا الفرنسية إلى القائمة.[2]
2. ↑  الصحراء الإسبانية سابقًا حتى عام 1976، المتنازع عليها بين المغرب الذي تسيطر وتدير ٪80 من الأراضي كجزء لا يتجزأ من ترابها الوطني،[3] فيما تسيطر جبهة البوليساريو على ٪20 المتبقية والتي تعتبر"منطقة حرة". ومع ذلك، لا تزال الأمم المتحدة تعتبر إسبانيا الدولة المسؤولة عن إدارة الصحراء الغربية، في انتظار نتيجة مفاوضات مانهاست الجارية والانتخابات الناتجة التي ستشرف عليها بعثة الأمم المتحدة لتنظيم استفتاء في الصحراء الغربية.[4]